# Combat Master Mobile
Combat Master Mobile (ранее Combat Master Online) — условно-бесплатная онлайн-игра в жанре шутера от первого лица, разработанная американской компанией Alfa Bravo Inc. Изначально была выпущена в октябре 2021 года для устройств под управлением Android и iOS, однако в следующем месяце удалена из-за проблем с авторскими правами. В декабре того же года игра была перевыпущена. В апреле 2023 года игра вышла на операционные системы Windows и macOS.

## История
Официальная публикация игры в App Store и Google Play состоялась 25 октября 2021 года. По утверждениям множества игроков, Combat Master напоминала Call of Duty: Modern Warfare 2019, что привело к повышенному вниманию аудитории и сделало её самой популярной игрой Alfa Bravo Inc. GamingonPhone сообщает, что за пару дней после выпуска игры количество её скачиваний достигло 1 000 000.
В начале ноября 2021 года Combat Master была удалена из магазинов приложений в связи с возникшими вопросами по поводу авторских прав. Во время того, как разработчик проводил переговоры относительно удаления игры, он опубликовал информацию в своём Discord-сообществе, что большинство аспектов Combat Master будет переделано для соблюдения авторских прав. Как итог, 24 декабря того же года состоялся релиз игры. 21 апреля 2023 года состоялся релиз на Windows и macOS через Steam.

## Отзывы
Сумант Мина (англ. Sumant Meena), корреспондент интернет-издания Pocket Gamer, отметил схожесть Combat Master Mobile с Call of Duty Modern Warfare 2019, а также качественную графику и увлекательный геймплей игры, сделав особый акцент на высокой роли мастерства в этой игре из-за отсутствия pay-to-win-системы и автоматического наведения и огня. Подытоживая, Сумант заявил, что Combat Masters, вероятно, является лучшим и самым свежим среди остальных шутеров от первого лица.